# Barrio de San Ramón
Barrio de San Ramón är en ort i Mexiko, tillhörande kommunen Huixquilucan i delstaten Mexiko. Barrio de San Ramón ligger i den centrala delen av landet och tillhör Mexico Citys storstadsområde. Orten hade 1 035 invånare vid folkmätningen 2010.